# Guamá (Cuba)
Pour les articles homonymes, voir Guama.
Guamá est une municipalité de Cuba dans la province de Santiago de Cuba. Son chef-lieu est la ville de Chivirico.
Le pic Turquino (« pic Turquoise ») de la Sierra Maestra s'y trouve. C'est le point le plus haut de Cuba. Il est inclus dans le parc national Turquino (en).

## Toponymie
La municipalité porte le nom d'un chef rebelle taïno, Guamá.

## Géographie

### Situation
La municipalité s'étend en longueur sur la côte sud de Cuba, au bord de la mer des Caraïbes, dans le sud-ouest de la province de Santiago de Cuba. Elle s'étend depuis la péninsule à l'ouest qui ferme le sud-est du golfe de Guacanayabo et sépare celui-ci de la mer des Caraïbes, et Santiago de Cuba à l'est.
Son chef-lieu Chivirico est sur la côte de la mer des Caraïbes, à 75 km à l'ouest de Santiago de Cuba.

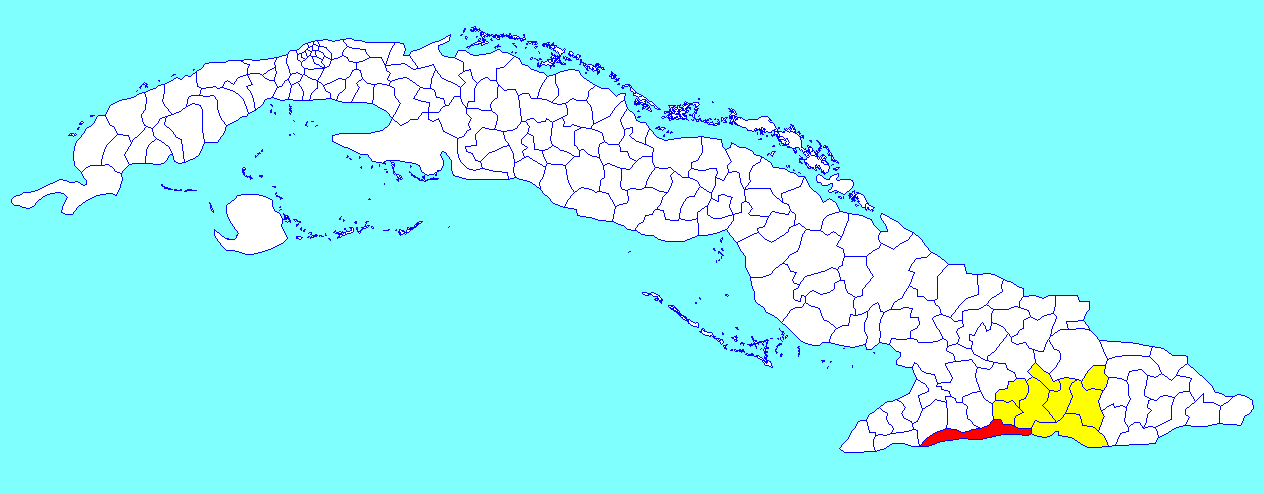
Municipalité de Guamá dans la province de Santiago de Cuba

### Divisions administratives
La municipalité inclut 13 consejos populares : 
- Madrugón
- Bahía Larga
- El Francés
- Brazo Frío
- Aserradero
- La Plata
- Ocujal del Turquino
- Uvero
- Chivirico
- Calentura
- Guamá
- La Magdalena
- Caletón Blanco

## Population
En 2022, la population était estimée à 34 296 habitants ; pour une surface de 950,5 km2, la densité de population est de 36,08 habitants/km².

## Histoire
Cette municipalité est créée en 1976 lors de la réforme politico-administrative de l'époque.

## Environnement
Le parc national Turquino (en) s'étend sur deux municipalités : Bartolomé Masó (province de Granma) et Guamá. Sa surface est de 23 210 ha. C'est une montagne jeune et les pentes sont en moyenne supérieures à 40 %. La zone constitue le plus grand bloc montagneux de Cuba, au-dessus de 1 200 m, culminant au pic Turquino avec 1 974 mètres d'altitude. Parmi sa flore, 11 espèces sont endémiques et les espèces Juniperus saxicola, Magnolia minor et Magnolia cubensis sont classées parmi les espèces en danger ; leur distribution esty limitée aux zones comprises entre le pic Joaquín, Loma Nevada, Loma Redonda, pic Turquino et pic Cuba, à partir de 1 300 m d'altitude.

## Personnalités nées à Guamá
- José Larduet (né en 1990), boxeur.
- Armelio Luis García (né en 1967), entraîneur de football.